# Sopilka
Sopilka (in ucraino Cопiлка?) è un nome applicato a una varietà di strumenti a fiato della famiglia dei flauti usati dagli strumentisti popolari ucraini. Sopilka si riferisce più comunemente a un piffero fatto di una varietà di materiali (ma tradizionalmente di legno, specie il Sambucus o il Viburnum) e ha da sei a dieci fori per le dita. Il termine è anche usato per descrivere un insieme correlato di strumenti popolari simili al flauto dolce, che incorporano un fipple e hanno un'estremità ristretta.
I Sopilka sono usati da una varietà di gruppi folcloristici ucraini che ricreano la musica tradizionale delle varie sottoetnie nell'Ucraina occidentale, in particolare quella degli Hutsuli dei Carpazi. Impiegando spesso diversi sopilka in concerto, un artista esperto può imitare una varietà di suoni che si trovano in natura, inclusi richiami di uccelli e insetti.

## Storia
I Sopilka sono tra gli strumenti musicali più antichi del mondo: il più antico esemplare rinvenuto è un flauto in osso di mammut risalente all'età del paleolitico. Vi sono molte raffigurazioni di Sopilka risalenti all'XI secolo, come ad esempio un affresco nella Cattedrale di Santa Sofia a Kiev. Inizialmente, i Sopilka venivano suonati dai pastori o da trii musicali (chiamati in ucraino ktroisti myzyky?) oppure suonati durante i matrimoni. Nel poema lirico Il canto della foresta di Lesja Ukraïnka, un personaggio chiamato Lukash suona uno di questi flauti.

## In tempi moderni
In tempi moderni, molti musicisti ucraini continuano a utilizzare questo tipo di flauto. Alcuni esempi: la cantante Ruslana Lyžyčko, le band folk rock Kobza e Haydamaky, il gruppo speed folk Kubasonics, le band folktronica Onuka e Kazka e il flautista Ihor Didenchuk dei gruppi folktronica Go A e Kalush.